# Adrien Maire
Adrien Maire (Nice, 17 november 2000) is een Frans wielrenner die in 2024 prof werd bij TDT-Unibet Cycling Team.

## Carrière
Als belofterenner reed Maire voor AVC Aix-en-Provence, een Frans amateurteam. Namens dat team behaalde hij meerdere ereplaatsen in de Franse en Spaanse amateurcircuits. Zo won hij in 2023, inmiddels belofte-af, een etappe en het eindklassement in de Ronde van Extremadura.
In 2024 werd Maire prof bij TDT-Unibet Cycling Team. Waar hij debuteerde Settimana Internazionale Coppi e Bartali. In 2024 behaalde hij enkele goede resultaten zoals een etappe en eindwinst overwinning in de Oostenrijkse rittenkoers Oberösterreich Rundfahrt. Oostenrijk leek wel zijn succesland want hij werd er zesde in het algemeen klassement van de Tour of Austria. In 2025 brak hij helemaal door. Met een etappe overwinning en een derde plek in het algemeen klassement was de Tour Of Hellas in Griekenland een speciaal moment in zijn nog jonge carrière. Daarnaast reed hij nog diverse ereplaatsen in Classic Grand Besançon Doubs (5de) en in de Tour du Doubs. Verder haalde hij een negende plaats in de regenachtige Presidential Cycling Tour of Turkiye. 

## Overwinningen
2023
5e etappe Ronde van Extremadura
Eindklassement Ronde van Extremadura
Eindklassement Vuelta a la Provincia de Valencia
2024
3e etappe Ronde van Opper-Oostenrijk
Eindklassement Ronde van Opper-Oostenrijk
2025
4e etappe Ronde van Griekenland

## Ploegen
- 2024 –  TDT-Unibet Cycling Team
- 2025 –  Unibet Tietema Rockets

Bloem · Bomboi · Bouts · Budding · Christophersen · de Vries · Geleijn · Huens · Huyet · Inkelaar · Johannink · Kopecký · Kyffin · Loockx · Maire · Nielsen · Paige · Pedersen · Stockman · Stokbro · Ťoupalík
Bloem · Bomboi · Budding · Carboni · Christophersen · de Vries · Eiking · Geleijn · Huens · Huyet · Inkelaar · Johannink · Kopecký · Kubiš · Kyffin · Loockx · Maire · Meris · Mouris · Nielsen · Paige · Stockman · Stokbro · Ťoupalík · Verschuren